# 大斯瓦特達爾斯峰
61°25′01″N 8°30′46″E / 61.41694°N 8.51278°E
大斯瓦特達爾斯峰是挪威的山峰，位於該國東南部內陸郡，處於沃戈，距離首都奧斯陸200公里，屬於尤通黑門山脈的一部分，海拔高度1,673米。